# Psychotria symplocifolia
Psychotria symplocifolia là một loài thực vật có hoa trong họ Thiến thảo. Loài này được Kurz miêu tả khoa học đầu tiên năm 1877.